# Langwedel
Langwedel é um município da Alemanha localizado no distrito de Verden, estado da Baixa Saxônia.